# قلعه زینجیر قالا
قلعه زینجیر قالا قلعه باستانی است، که مابین روستای شورگل و تمر در جنوب شرقی شهرستان سلماس واقع شده. قدمت و ساخت اولیه آن به دوران حکومت اورارتویی، یعنی حدود ۳۰۰۰ سال پیش برمی‌گردد.